# Kamienka (sielsowiet Akciabr)
Kamienka (biał. Каменка; ros. Каменка) – osiedle na Białorusi, w obwodzie mińskim, w rejonie soligorskim, w sielsowiecie Akciabr.